# Songs from the Crypt
Songs from the Crypt är ett samlingsalbum av Satanic Surfers, utgivet 1999 på skivbolaget Bad Taste Records. Skivan innehåller bandets debut-EP Skate to Hell i sin helhet, samt tidigare outgivna låtar.

## Låtlista
1. "Egocentric"
2. "Don't Know What to Do"
3. "Nun"
4. "Why?"
5. "Kill My Girlfriend's Dad"
6. "Dream About You"
7. "Satanic Surfers"
8. "Story of a Lazy Dreamer"
9. "Waiting for Nothing"
10. "How You Relate"
11. "Hank"
12. "Great Day for Skating"
13. "Hard to Be Yourself"
14. "Nice"
15. "Retard"

### Fotnoter
1. ↑  ”Songs from the Crypt”. Discogs.com. http://www.discogs.com/Satanic-Surfers-Songs-From-The-Crypt/release/2114366. Läst 1 januari 2012.